# Bennie Krueger

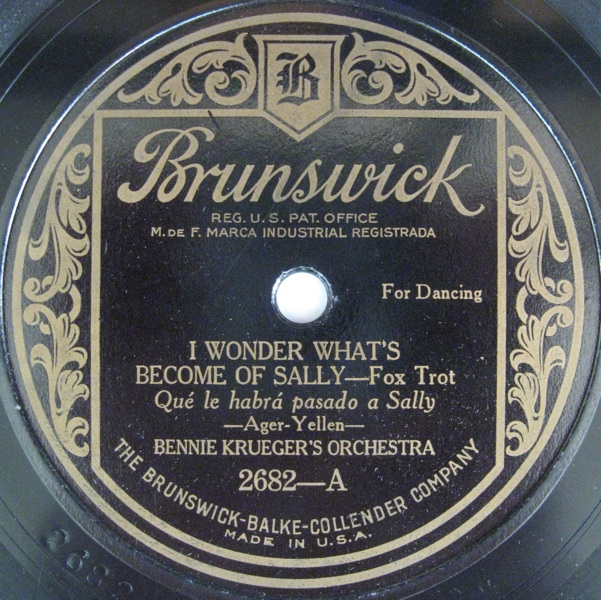
Brunswick 78er Bennie Krueger’s Orchestra:
I Wonder What’s Become of Sally

Bennie Krueger  (* 17. Juli 1899 in Newark, New Jersey; † 29. Juli 1967 in Orange, New Jersey) war ein US-amerikanischer Jazz-Altsaxophonist, Komponist und Bigband-Leader im Bereich des Chicago-Jazz und der Populären Musik.
Krueger wirkte Ende der 1910er Jahre an Aufnahmen der Original Dixieland Jass Band mit und gründete seine erste eigene Band Anfang der 1920er Jahre in Chicago; sie trat dort vorwiegend als Theaterband auf und wurde gelegentlich als Tanzband gebucht. In dieser Zeit begann dort das Plattenlabel Music Corporation of America seine Aktivitäten; Kruegers Orchester gehörte (neben den Coon-Sanders Nighthawks, Charlie Straight, Isham Jones und Ted Weems) zu den ersten Bands, die bei MCA unter Vertrag genommen wurden. In ihr spielten u. a. zeitweilig der junge Benny Goodman, Bandsänger war u. a. Al Bernard.
Bennie Kruegers Band wurde durch seine Aufnahmen bald auch außerhalb von Chicago bekannt. Im November 1931 nahm Krueger mit seinem Orchester Where the Blue of the Night (Meets the Gold of the Day) mit dem Sänger Bing Crosby auf, der für seine Radioshow ausgewählt wurde.
Erkennungsmelodie der Band war It’s getting Dark on Old Broadway, Honey. Ein populärer Song war 1931 auch I Don’t Know Why (I Just Do) mit dem Sänger Smith Ballew.
Krueger nahm im Lauf seiner Karriere für Gennett, Pathe, Brunswick, Embassy, Columbia Records auf; er wirkte als Komponist an den Jule-Styne-Titeln Go Home und Sunday mit.